# 預可加範疇
在範疇論中，一個預可加範疇是使得任兩個對象間的態射集{\displaystyle \mathrm {Hom} (A,B)}帶有交換群結構，並使得態射合成為雙線性運算之範疇。
形式地說，預可加範疇是在交換群的么半範疇上濃化的範疇。預加法範疇有時亦稱Ab-範疇，其中的Ab是交換群範疇的縮寫。舊文獻有時也將預加法範疇稱為加法範疇；在此則採當代觀點，區別預加法範疇與可加範疇。
一般而言，固定一個交換環{\displaystyle k}，我們可以定義{\displaystyle k}-預可加範疇為在{\displaystyle k}-模的么半範疇上濃化的範疇，即：使任兩個對象間的態射集{\displaystyle \mathrm {Hom} (A,B)}為{\displaystyle k}-模，並使態射合成為{\displaystyle k}上的雙線性運算之範疇。取{\displaystyle k=\mathbb {Z} }則回到原始定義。

## 例子
預可加範疇最直接的例子是交換群範疇Ab；交換性在此不可或缺，它保證兩個同態的和仍是同態。
其它常見例子包括：
- 一個環上的左模範疇，包括域或除環上的向量空間範疇。
- 環上的矩陣代數。

以上兩例實則皆是可加範疇。
- 任何環皆可視為只有一個對象的範疇，態射對應於環的元素，並透過環的乘法運算合成；這是個預可加範疇，其同態集是該環對加法的交換群。

## 基本性質
由於每個同態集{\displaystyle \mathrm {Hom} (A,B)}都是交換群，其中遂有零元素，這是{\displaystyle A\to B}的零態射。由於態射合成是雙線性的，零態射在任一側同任一態射的合成必為零態射；如果我們將合成類比於乘法，則上述性質可類比於{\displaystyle 0\cdot *=*\cdot 0=0}；合成的雙線性也可以依此設想為乘法分配律。
取{\displaystyle A=B}，則同態集{\displaystyle \mathrm {Hom} (A,A)}對加法與合成構成一個環，稱為{\displaystyle A}的自同態環。反之，藉由將環看成只有一個對象的預加法範疇，任何環都可以表成某個預加法範疇的自同態環。範疇論學者慣於將{\displaystyle R}與對應的單對象範疇等量齊觀，一個愛作怪的範疇論學者大可以將環定義為只有一個元素的預可加範疇。
依此觀點，預可加範疇可視作環的推廣（「範疇化」技術）。許多環論概念，如理想、Jacobson根與商環等等，皆可推廣至此框架。

## 加法函子
設{\displaystyle {\mathcal {C}},{\mathcal {D}}}為預加法範疇，若一個函子{\displaystyle F:{\mathcal {C}}\to {\mathcal {D}}}使{\displaystyle F:\mathrm {Hom} (A,B)\to \mathrm {Hom} (F(A),F(B))}為群同態，則稱之為加法函子。形式地說，加法函子是濃化範疇之間的濃化函子。
例如，設{\displaystyle {\mathcal {R}},{\mathcal {S}}}分別為環{\displaystyle R,S}派生的單對象預加法範疇，則{\displaystyle {\mathcal {R}}\to {\mathcal {S}}}的加法函子對應於{\displaystyle R\to S}的環同態。
設{\displaystyle {\mathcal {C}},{\mathcal {D}}}為範疇，且{\displaystyle {\mathcal {D}}}為預加法範疇，則函子範疇{\displaystyle \mathrm {Fct} ({\mathcal {C}},{\mathcal {D}})}也構成預可加範疇，原因在於自然變換能自然地相加。若{\displaystyle {\mathcal {C}}}也是預加法範疇，則其間的加法函子範疇{\displaystyle \mathrm {Add} ({\mathcal {C}},{\mathcal {D}})}也是預可加範疇。
後者導向模的推廣：設{\displaystyle {\mathcal {C}}}為預可加範疇，則{\displaystyle \mathbf {Mod} ({\mathcal {C}}):=\mathrm {Add} ({\mathcal {C}},\mathbf {Ab} )}稱為{\displaystyle {\mathcal {C}}}上的（廣義）模範疇。一般意義下的左模對應於{\displaystyle {\mathcal {C}}}只有一個對象的情形。一如環的情形，模論的許多概念皆可推廣到此框架下。

## 雙積
可以證明：預可加範疇中的有限積{\displaystyle A:=A_{1}\times \cdots \times A_{n},\;p_{j}:A\to A_{j}}若存在，則零態射與{\displaystyle \mathrm {id} _{A_{j}}}導出的態射{\displaystyle i_{j}:A_{j}\to A}使{\displaystyle A}成為雙積，對內射{\displaystyle i_{j}:A_{j}\to A}則成為{\displaystyle A_{1},\ldots ,A_{n}}的上積；相對地，有限上積也帶有自然的雙積結構。對任何對象{\displaystyle A_{1},\ldots ,A_{n}}都存在雙積的預可加範疇稱為可加範疇。

## 核與上核
由於預可加範疇中有零態射，我們可以定義一個態射{\displaystyle f:A\to B}的核與上核為：
{\displaystyle \mathrm {Ker} (f):=\mathrm {Ker} (f,0)}
{\displaystyle \mathrm {Coker} (f):=\mathrm {Coker} (f,0)}
其中的{\displaystyle \mathrm {Ker} (-,-),\mathrm {Coker} (-,-)}分別為一對態射的等化子與上等化子。利用態射集上的群結構與合成的雙線性，等化子與上等化子也能夠用核與上核刻劃：
{\displaystyle \mathrm {Ker} (f,g):=\mathrm {Ker} (f-g)=\mathrm {Ker} (g-f)}
{\displaystyle \mathrm {Coker} (f,g):=\mathrm {Coker} (f-g)=\mathrm {Coker} (g-f)}
對於交換群或模的範疇，核與上核分別對應於抽象代數的定義，但是在一般的預可加範疇中，態射不一定有核與上核。對所有態射都有核與上核的範疇稱為預阿貝爾範疇。

## 文獻
- Nicolae Popescu; 1973, Abelian Categories with Applications to Rings and Modules, Academic Press, Inc.